# Ostatki
Ostatki, zapusty (lud. mięsopust, śląs. kozelek, odpowiednik prawosławnej maslenicy) – ostatnie dni karnawału zaczynające się w tłusty czwartek, a kończące się zawsze we wtorek, zwany w Polsce „śledzikiem” (w Wielkopolsce jest to tzw. „podkoziołek”). Następny dzień – Środa Popielcowa – oznacza początek wielkiego postu i oczekiwania na Wielkanoc. Obydwa święta są świętami ruchomymi. W ostatki urządza się ostatnie huczne zabawy, bale przed nadchodzącym okresem wstrzemięźliwości. 
Największym balem karnawałowym jest karnawał w Rio de Janeiro rozpoczynający się w ostatni piątek przed Środą Popielcową i trwający przez pięć dni aż do środy nad ranem.
Poniższa tabelka przedstawia datę ostatniego dnia karnawału w latach 2020–2030:
| Rok  | Data      |
| ---- | --------- |
| 2020 | 25 lutego |
| 2021 | 16 lutego |
| 2022 | 1 marca   |
| 2023 | 21 lutego |
| 2024 | 13 lutego |
| 2025 | 4 marca   |
| 2026 | 17 lutego |
| 2027 | 9 lutego  |
| 2028 | 29 lutego |
| 2029 | 13 lutego |
| 2030 | 5 marca   |

## Zobacz też

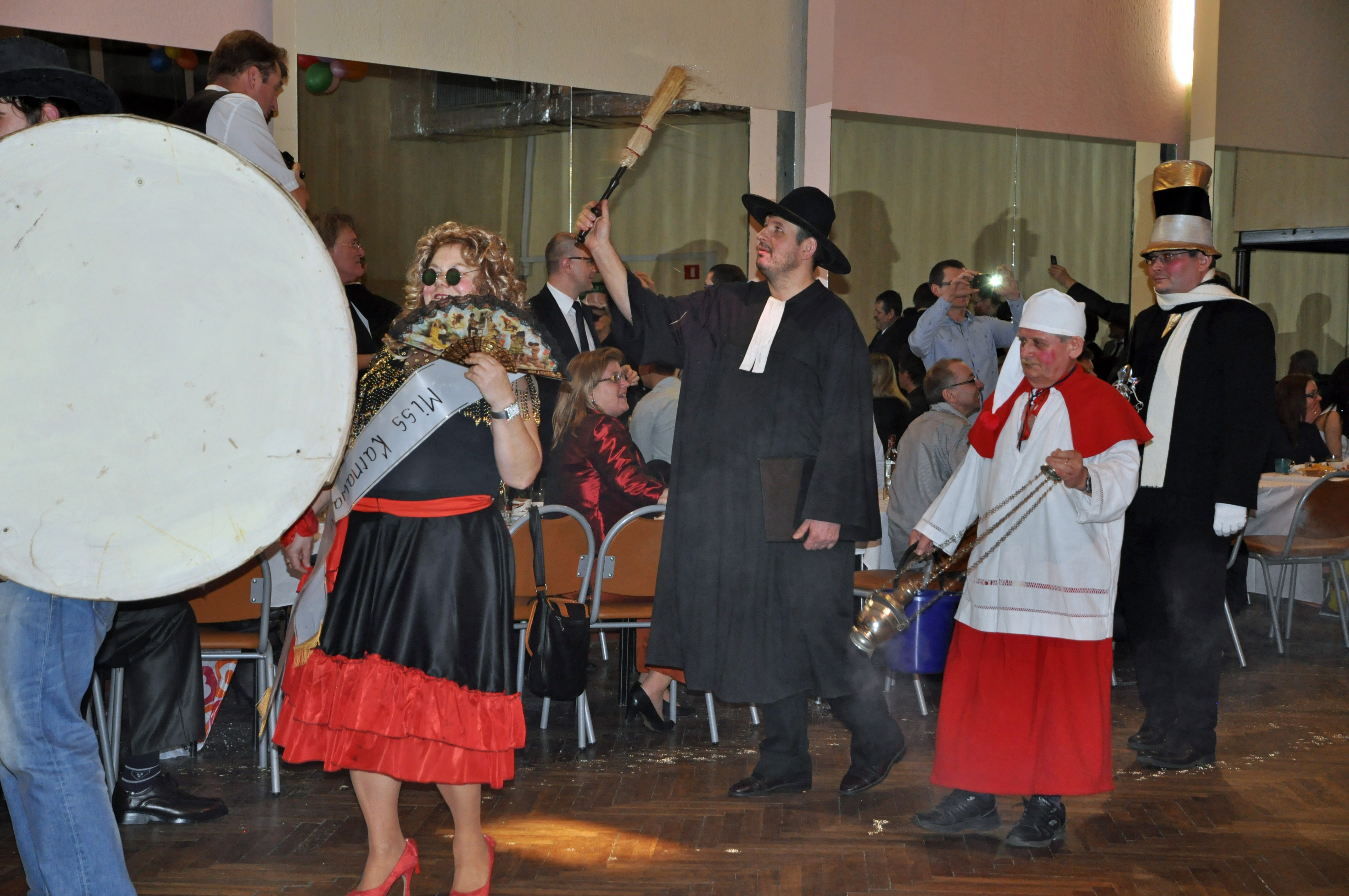
Ceremonia pogrzebu basa to ostatkowa parodia obrzędu pogrzebowego, podczas którego „kondukt pogrzebowy” niesie kontrabas lub tubę basową, oznajmiając w ten sposób koniec karnawału i początek postu. Na zdjęciu – pogrzeb basa w Krzanowicach (woj. śląskie, pow. raciborski).